# 佃亮二
佃 亮二（つくだ りょうじ、1931年5月7日 - 2018年11月15日）は、熊本県出身の日本銀行理事、福岡銀行頭取などを務めた銀行家、実業家。

## 来歴・人物
旧満洲生まれ。父は南満洲鉄道の駅長。敗戦でソ連兵の強奪に遭い、日本に引き揚げる際は栄養失調に陥るほどの苦難を経験した。引揚者として父の実家の熊本県玉名市に移り住み、熊本県立玉名高等学校から東京大学法学部に進む。1955年日本銀行入行、新潟、名古屋の支店長、営業局長、理事を務めた。新潟支店長時代の部下が拉致被害者横田めぐみの父横田滋。営業局長時代は三重野康の腹心として、高目放置を主導した。
1989年福岡銀行副頭取に転じ、1991年頭取就任。1996年有価証券を売却し黒字化することもできたが、不良債権を一括処理し福銀市場初の赤字を計上した。不良債権と決別したためＶ字回復し、現在のふくおかフィナンシャルグループに至る。2000年に寺本清に頭取を譲る。日銀出身者が長く占めてきた福銀の頭取を、行内から選ぶ人事にも道筋を付け、谷正明は50年ぶりの生え抜き頭取となった。
その他、財団法人九州経済調査協会会長、九州看護福祉大学を運営する学校法人の理事長、三洋信販取締役などを務めた。
2018年に大濠公園において池に転落、事故死する。